# Calanthe henryi
Calanthe henryi är en orkidéart som beskrevs av Robert Allen Rolfe. Calanthe henryi ingår i släktet Calanthe och familjen orkidéer. IUCN kategoriserar arten globalt som sårbar. Inga underarter finns listade i Catalogue of Life.